# Siostry Notre Dame
Siostry Notre Dame – pełna nazwa Zgromadzenie Sióstr Szkolnych de Notre Dame (łac. Congregatio Pauperum Sororum Scholarium de Notre Dame) – żeńskie zgromadzenie zakonne.

## Historia i współczesność
Warunki polityczne i religijne po okresie Oświecenia i rewolucji francuskiej skłoniły bł. Marię Teresę od Jezusa oraz jej dwie towarzyszki do założenia w 1833 roku Zgromadzenia Sióstr Szkolnych de Notre Dame w Neunburgu w Bawarii.
Celem zgromadzenia, działającego pod opieką Georga Michaela Wittmanna, ratyzbońskiego biskupa pomocniczego, stało się budowanie chrześcijańskich zrębów rodziny przez wychowanie dziewcząt.
Papież Pius IX w 1865 roku zatwierdził konstytucję Ubogich Sióstr Szkolnych de Notre Dame.
Pierwsze domy zgromadzenia powstały w Galicji, na Śląsku i na Zaolziu, a w obecnych granicach Polski działalność sióstr datuje się od 1851 roku.
Wielkim ciosem dla funkcjonowania zakonu w Niemczech była polityka Kulturkampfu, kiedy to zlikwidowano wiele placówek, m.in. w Wilkanowie, Wrocławiu czy w Żaganiu.
Pierwszy polski klasztor sióstr szkolnych erygowano we Lwowie 24 sierpnia 1904 r. Domy na Kresach Wschodnich otrzymały status prowincji w 1934 r. z zarządem we Lwowie. Już od 1924 r. podlegał wikariatowi polskiemu także klasztor w Bielsku (utworzony w 1859 r.).
W okresie II wojny światowej i po niej prowincja polska utraciła wszystkie domy i placówki na Kresach (7) i w archidiecezji krakowskiej (2). Jesienią 1945 r. w ramach deportacji siostry przybyły na Śląsk, do zniszczonych domów niemieckiej prowincji śląskiej, przekazanych przez przełożoną generalną. Były to m.in. domy w Bielsku, Domaszkowie czy – przejściowo – w Gliwicach. Część budynków klasztornych jednak została przejęta od razu lub w kolejnych latach przez państwo, np. w Bystrzycy Kłodzkiej.
Obecnie w polskiej prowincji domy Zgromadzenia Ubogich Sióstr Szkolnych Matki Boskiej znajdują się w Opolu (dom prowincjonalny), Bielsku-Białej (dwa: ul. Schodowa i Lipnik), Głubczycach, Katowicach, Krzydlinie Małej, Kupnie, Nowym Sączu, Otwocku, Piekoszowie, Strumieniu, Świebodzicach, Warszawie, Wrocławiu.
Współcześnie głównym kierunkiem działania jest nauczanie i wychowywanie, szczególnie ludzi porzuconych i z marginesu. Misja dzielenia się wiarą i pojednania wypływa z przekonania o inspirującej sile Eucharystii.
Siostry prowadzą też akcję „Shalom”, której celem jest między innymi: piętnowanie i przeciwstawianie się niesprawiedliwościom, wpływanie na środki masowego przekazu, nauczanie i wychowywanie służące wyzwoleniu narodów, działania na rzecz potrzeb lokalnych i globalnych.